# Opius ruficolor
Opius ruficolor är en stekelart som beskrevs av Fischer 1964. Opius ruficolor ingår i släktet Opius och familjen bracksteklar. Inga underarter finns listade i Catalogue of Life.